# Mental as Anything

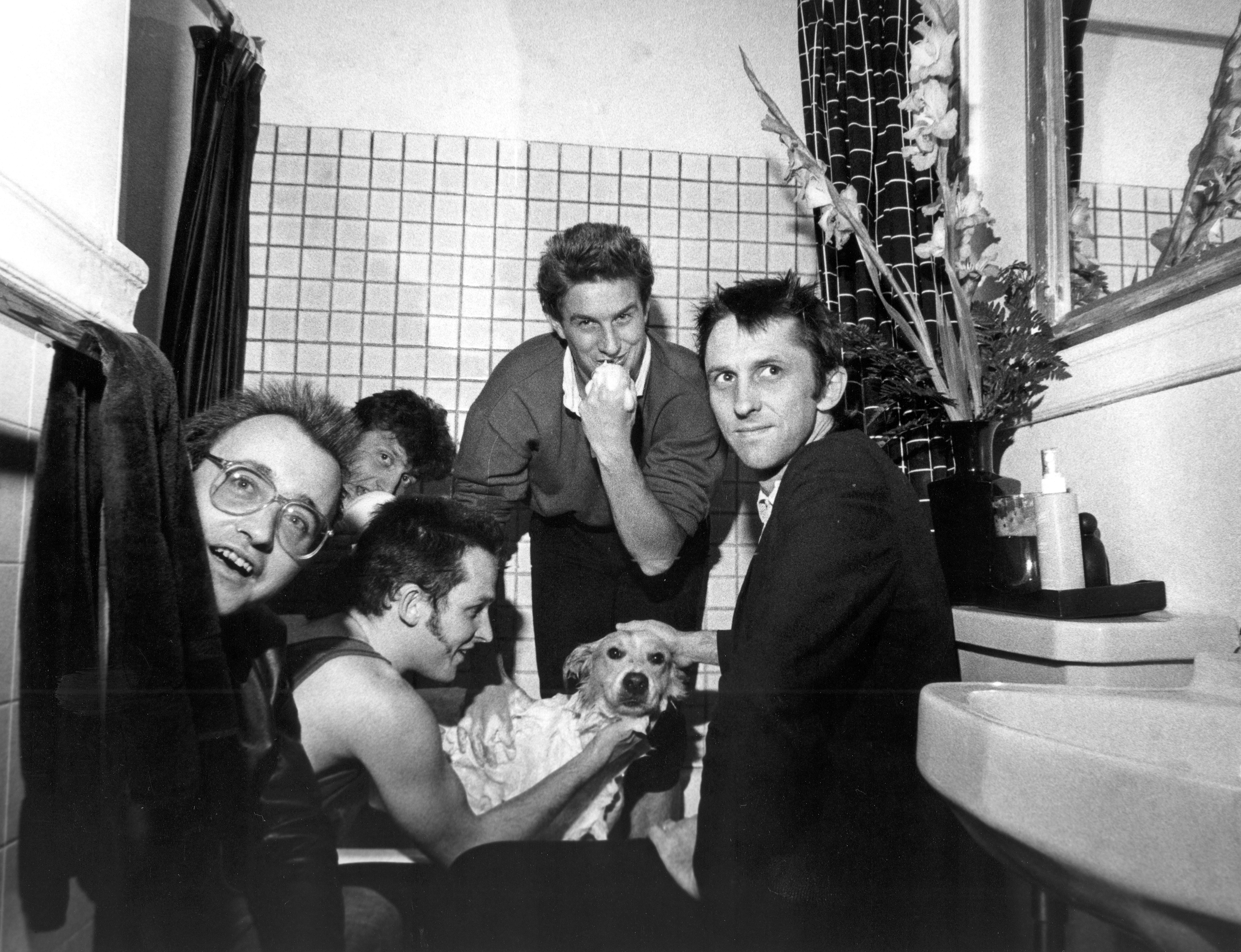
Mental as Anything, 1983

Mental as Anything ist eine New-Wave- und Rockband aus Sydney (New South Wales, Australien), die von ihren Fans Mentals genannt wird.

## Bandgeschichte
Die Studenten Reg Mombassa, Martin Plaza, Andrew „Greedy“ Smith, Peter O’Doherty und Wayne Deslisle gründeten die Band 1977 in Sydney, angeblich, um durch Auftritte kostenlos an Drinks zu kommen. Das musikalische Resultat war besser als erwartet, so erlangte Mental as Anything immer mehr Bekanntheit und es kam zu einer sehr langen Kneipentour.
Am 16. August 1977, in der Nacht, in der Elvis Presley starb, trat die Band das erste Mal im Cellblock Theatre (East Sydney Tech.) auf. Es schloss sich ein einjähriges Engagement am Unicorn Hotel in Sydney an, bei dem ein Billardtisch als provisorische Bühne diente. 1978 blieben die Mentals zwar in der Stadt, wechselten jedoch für ein weiteres Jahr ins Civic Hotel.
1979 gelang mit der Single The Nips Are Getting Bigger (AU Platz 16) und dem Album Get Wet (AU Platz 19) das erste Mal der Einstieg in die Top 20 der australischen Charts. Für die Single gab es nach Veröffentlichung in Großbritannien eine Platzierung in den Top 40 der Independent-Charts.
Die Auskopplung Come Around (AU Platz 18) aus dem 1980er Album Espresso Bongo konnte sich ebenso in der australischen Hitparade platzieren wie (Just Like) Romeo and Juliet (AU Platz 27), das jedoch auf keinem Album zu finden war. 1981 erschien das Platin-Album Cats and Dogs. Die daraus ausgekoppelten Songs If You Leave Me, Can I Come Too? (AU Platz 4) und Too Many Times (AU Platz 6) waren die ersten Top-10-Hits der Band.
1982 ging Mental as Anything erstmals in den Vereinigten Staaten auf Tour. Dort entstand die Single I Didn’t Mean to Be Mean (AU Platz 25), die von Elvis Costello produziert wurde. Mit dem Longplayer Creatures of Leisure und weiteren Auskopplungen, z. B. Spirit Got Lost (AU Platz 20) und Working for the Man (AU Platz 20), einer Coverversion des Roy-Orbison-Hits von 1962, ging es, neben den USA, auch in Kanada auf Konzertreise.
Die erste Kunstausstellung mit Werken der Bandmitglieder gab es 1983 in Watters Gallery, Darlinghurst (Sydney). Zu den Käufern gehörten auch Patrick White und Elton John. White gab später eine von Regs Arbeiten an die Art Gallery of NSW.
Mit Apocalypso (Wiping the Smile off Santa’s Face) (AU Platz 37) veröffentlichten die Mentals 1984 eine Weihnachtssingle. Im Folgejahr erschien das Platin-Album Fundamental as Anything mit den Singles You’re so Strong (AU Platz 11) und Live It Up (AU Platz 2). Für Live It Up gab es einen APRA Award in der Kategorie Most Performed Work und einen Countdown Award für die beste Single. Durch die Verwendung im Soundtrack zum Film Crocodile Dundee wurde der Titel Ende 1986 auch in Europa populär und erreichte rund anderthalb Jahre nach seiner Veröffentlichung hohe Chartplatzierungen in Skandinavien, Deutschland, England, den Niederlanden, Spanien und Italien, wo Mental as Anything vom italienischen Fernsehen der begehrte Telegatto verliehen wurde.
Das Album Mouth to Mouth erschien 1987. Der Erfolg der Band beschränkte sich nun wieder auf Australien, wo die Singles Let’s Go to Paradise und He’s Just No Good for You die Top 20 erreichten (beide Platz 15). Eine Coverversion von Elvis Presleys Love Me Tender war auf keinem Album enthalten, aber als Single erhältlich (AU Platz 34). Im gleichen Jahr tourte die Band mit Robert Palmer durch Großbritannien, Kanada und Nebraska (USA).
Der 1988er Hit Rock & Roll Music (AU Platz 5) stammte aus dem Soundtrack von Einstein Junior (Originaltitel Young Einstein). Cyclone Raymond hieß das 1989er Album, das vorerst das letzte sein sollte.
Der stellvertretende Premierminister Australiens, Paul Keating, eröffnete 1990 die zweite Mental-as-Anything-Kunstausstellung, bei der Werke aller fünf Bandmitglieder zu sehen waren. Wegen des großen Erfolgs tourte die Ausstellung über den Kontinent.
Das nächste Studioalbum Liar Liar Pants on Fire erschien erst 1995. Danach zogen sich die Musiker ins Studio zurück, um an einem neuen Album zu arbeiten. Sie spielten auf dem Mountain Rock Music Festival in Woodville und tourten mit Chris Isaak durch Australien und Neuseeland.
Die LP Garage erschien 1997. Zeitnah wurde die dritte Kunstausstellung, die anschließend bis 2002 durch Australien reiste, von Ex-Premier Gough Whitlam eröffnet. 1999 verließ der Songwriter Peter O’Doherty die Band, um professionell als Maler zu arbeiten. Er gewann später viele Kunstpreise und veranstaltete Ausstellungen im In- und Ausland. Das neue Mentals-Mitglied wurde David Barraclough.
Am Australia Day 2000 spielte die Band in Ho-Chi-Minh-Stadt in Vietnam. In den nächsten Jahren folgten diverse weitere nationale und internationale Tourneen sowie mehrere Albumveröffentlichungen, z. B. 2009 Tents Up. 2009 wurde die Band in die ARIA Hall of Fame aufgenommen.
Gründungsmitglied und Frontsänger Andrew „Greedy“ Smith starb am 2. Dezember 2019 in Sydney im Alter von 63 Jahren an den Folgen eines Herzinfarkts. Nur wenige Tage zuvor, am 30. November, waren Smith und die Band noch einem Festival im Ort Wolumla aufgetreten. Seit dem Tod von Greedy Smith ist die Band nicht mehr mit neuen Projekten oder Konzertauftritten in Erscheinung getreten, hat aber bislang nicht offiziell ihre Auflösung verkündet (Stand August 2024). Stuart Lloyd veröffentlichte 2023 das Buch Started Out Just Drinking Beer: The Mental As Anything Story über die Bandgeschichte.

## Diskografie

### Studioalben
| Jahr | Titel Musiklabel Katalog-Nr.            | Höchstplatzierung, Gesamtwochen, AuszeichnungChartsChartplatzierungen (Jahr, Titel, Musiklabel Katalog-Nr., Platzierungen, Wochen, Auszeichnungen, Anmerkungen) | Anmerkungen                                                                                          |
| Jahr | Titel Musiklabel Katalog-Nr.            | AU | Anmerkungen                                                                                          |
| ---- | --------------------------------------- | --- | --- |
| 1989 | Cyclone Raymond CBS 465645              | AU34 (4 Wo.)AU | Erstveröffentlichung: September 1989 Produzenten: Mark Moffatt, Mark Opitz, Robin Smith, Steve James |
| 1995 | Liar, Liar, Pants on Fire Ariola 333842 | AU32 (2 Wo.)AU | Erstveröffentlichung: Oktober 1995 Produzenten: Mental as Anything, Martin White                     |

* Die australischen Albumplatzierungen vor 1988 sind zurzeit nicht abrufbar, siehe auch Formatvorlage Charts.
Weitere Studioalben
- 1979: Get Wet (Regular 37125)
- 1980: Espresso Bongo (Regular 37358)
- 1981: Cats & Dogs (Regular 53006)
- 1982: If You Leave Me, Can I Come Too? (nur UK, US, NL; A&M 4921)
- 1983: Creatures of Leisure (Regular 1205)
- 1985: Fundamental as Anything (Regular 1212)
- 1987: Mouth to Mouth (CBS 450361)
- 1998: Garàge (2 CDs; Festival 93492)
- 2000: Beetroot Stains (Universal Music Australia 0026)
- 2002: Road Case (Syray Pty Ltd 0008)
- 2005: Plucked (Liberation Blue 081)
- 2009: Tents Up (Warner Music Australia 46772)

### Kompilationen
| Jahr | Titel Musiklabel Katalog-Nr.              | Höchstplatzierung, Gesamtwochen, AuszeichnungChartsChartplatzierungen (Jahr, Titel, Musiklabel Katalog-Nr., Platzierungen, Wochen, Auszeichnungen, Anmerkungen) | Anmerkungen                         |
| Jahr | Titel Musiklabel Katalog-Nr.              | AU | Anmerkungen                         |
| ---- | ----------------------------------------- | --- | ----------------------------------- |
| 1999 | Best of Mental as Anything Festival 26450 | AU42 (2 Wo.)AU | Erstveröffentlichung: November 1999 |

* Die australischen Albumplatzierungen vor 1988 sind zurzeit nicht abrufbar, siehe auch Formatvorlage Charts.
Weitere Kompilationen
- 1986: Greatest Hits Volume 1 (CBS 8158)
- 1993: Chemical Travel (Regular 31094)
- 1999: Mental as Anything (Festival)
- 2003: Best of Mental as Anything (Festival)
- 2009: Essential as Anything: 30th Anniversary Edition (CD + DVD; Rhino 39165)
- 2016: A Mental Collection, Vol. 1 (Edsel)
- 2016: Live It Up: The Collection (2 CDs; Music Club Deluxe 221)

### EPs
- 1979: Plays at Your Party
- 1995: Bicycle
- 1997: Minus Bonus
- 1998: Just My Luck
- 1998: Calling Colin
- 2000: Fine Line
- 2001: Borscht
- 2017: 5 Track EP

### Singles
| Jahr | Titel Album                                                            | Höchstplatzierung, Gesamtwochen, AuszeichnungChartplatzierungen (Jahr, Titel, Album, Platzierungen, Wochen, Auszeichnungen, Anmerkungen) | Höchstplatzierung, Gesamtwochen, AuszeichnungChartplatzierungen (Jahr, Titel, Album, Platzierungen, Wochen, Auszeichnungen, Anmerkungen) | Höchstplatzierung, Gesamtwochen, AuszeichnungChartplatzierungen (Jahr, Titel, Album, Platzierungen, Wochen, Auszeichnungen, Anmerkungen) | Höchstplatzierung, Gesamtwochen, AuszeichnungChartplatzierungen (Jahr, Titel, Album, Platzierungen, Wochen, Auszeichnungen, Anmerkungen) | Höchstplatzierung, Gesamtwochen, AuszeichnungChartplatzierungen (Jahr, Titel, Album, Platzierungen, Wochen, Auszeichnungen, Anmerkungen) | Anmerkungen |
| Jahr | Titel Album                                                            | DE | AT | UK | Dance | AU | Anmerkungen |
| ---- | ---------------------------------------------------------------------- | --- | --- | --- | --- | --- | --- |
| 1979 | The Nips Are Getting Bigger Get Wet                                    | — | — | — | — | AU16 (26 Wo.)AU | Erstveröffentlichung: Juli 1979 Autor: Martin Murphy                                                                                |
| 1979 | Possible Theme for a Future TV Drama Series Get Wet                    | — | — | — | — | AU57 (11 Wo.)AU | Erstveröffentlichung: November 1979 Autor: Martin Plaza                                                                             |
| 1980 | Come Around Espresso Bongo                                             | — | — | — | — | AU18 (25 Wo.)AU | Erstveröffentlichung: Mai 1980 Autor: Martin Plaza                                                                                  |
| 1980 | (Just Like) Romeo and Juliet –                                         | — | — | — | — | AU27 (18 Wo.)AU | Erstveröffentlichung: November 1980 Autoren: Bob Hamilton, Freddie Gorman Original: The Reflections, 1964                           |
| 1981 | If You Leave Me – Can I Come Too? Cats & Dogs                          | — | — | — | — | AU4 (21 Wo.)AU | Erstveröffentlichung: Mai 1981 Autor: Martin Plaza                                                                                  |
| 1981 | Too Many Times Cats & Dogs                                             | — | — | — | — | AU6 (20 Wo.)AU | Erstveröffentlichung: August 1981 Autor: Greedy Smith                                                                               |
| 1981 | Berserk Warriors Cats & Dogs                                           | — | — | — | — | AU30 (16 Wo.)AU | Erstveröffentlichung: Dezember 1981 Autor: Peter O’Doherty                                                                          |
| 1982 | I Didn’t Mean to Be Mean If You Leave Me, Can I Come Too?              | — | — | — | — | AU25 (10 Wo.)AU | Erstveröffentlichung: April 1982 Autor: Martin Plaza                                                                                |
| 1982 | Close Again Creatures of Leisure                                       | — | — | — | — | AU55 (16 Wo.)AU | Erstveröffentlichung: November 1982 Autor: Peter O’Doherty                                                                          |
| 1983 | Spirit Got Lost Creatures of Leisure                                   | — | — | — | — | AU20 (13 Wo.)AU | Erstveröffentlichung: März 1983 Autoren: Greedy Smith, Reg Mombassa                                                                 |
| 1983 | Brain Brain Creatures of Leisure                                       | — | — | — | — | AU82 (7 Wo.)AU | Erstveröffentlichung: Juni 1983 Autor: Peter O’Doherty                                                                              |
| 1983 | Working for the Man Creatures of Leisure                               | — | — | — | — | AU20 (18 Wo.)AU | Erstveröffentlichung: November 1983 Autor und Original: Roy Orbison, 1962                                                           |
| 1984 | Apocalypso (Wiping the Smile off Santa’s Face) Fundamental as Anything | — | — | — | — | AU37 (12 Wo.)AU | Erstveröffentlichung: November 1984 Autoren: Martin Plaza, Reg Mombassa                                                             |
| 1985 | You’re So Strong Fundamental as Anything                               | — | — | UK82 (2 Wo.)UK | Dance21 (8 Wo.)Dance | AU11 (18 Wo.)AU | Erstveröffentlichung: März 1985 Charteintritt US-Dance erst im September 1986 Charteintritt UK erst im Mai 1987 Autor: Greedy Smith |
| 1985 | Live It Up Fundamental as Anything                                     | DE6 (15 Wo.)DE | AT15 (10 Wo.)AT | UK3 Silber · (15 Wo.)UK | — | AU2 (23 Wo.)AU | Erstveröffentlichung: Mai 1985 Charteintritt in der EU erst 1987 Autor: Greedy Smith                                                |
| 1985 | Date with Destiny Fundamental as Anything                              | — | — | — | — | AU25 (11 Wo.)AU | Erstveröffentlichung: September 1985 Autor: Greedy Smith                                                                            |
| 1985 | Big Wheel Fundamental as Anything                                      | — | — | — | — | AU75 (6 Wo.)AU | Erstveröffentlichung: November 1985 Autor: Martin Plaza                                                                             |
| 1986 | Let’s Go to Paradise Mouth to Mouth                                    | — | — | — | — | AU15 (22 Wo.)AU | Erstveröffentlichung: November 1986 Autor: Greedy Smith                                                                             |
| 1987 | He’s Just no Good for You Mouth to Mouth                               | — | — | UK88 (2 Wo.)UK | — | AU15 (18 Wo.)AU | Erstveröffentlichung: Juli 1987 Charteintritt UK erst im Januar 1988 Autor: Greedy Smith                                            |
| 1987 | Don’t Tell Me Now Mouth to Mouth                                       | — | — | — | — | AU35 (20 Wo.)AU | Erstveröffentlichung: September 1987 Autor: Martin Plaza                                                                            |
| 1987 | Love Me Tender Mouth to Mouth                                          | — | — | — | — | AU34 (14 Wo.)AU | Erstveröffentlichung: November 1987 Autoren laut Cover: Elvis Presley, Vera Matson (siehe hier) Original: Aura Lee, 1936            |
| 1988 | Rock and Roll Music Cyclone Raymond                                    | — | — | — | — | AU5 (16 Wo.)AU | Erstveröffentlichung: 21. November 1988 Autor und Original: Chuck Berry, 1957                                                       |
| 1989 | The World Seems Difficult Cyclone Raymond                              | — | — | — | — | AU19 (9 Wo.)AU | Erstveröffentlichung: 7. August 1989 Autor: Peter O’Doherty                                                                         |
| 1995 | Mr. Natural Liar, Liar, Pants on Fire                                  | — | — | — | — | AU27 (13 Wo.)AU | Erstveröffentlichung: März 1995 Autor: Martin Plaza                                                                                 |

Weitere Singles
- 1980: Egypt
- 1982: Let’s Cook
- 1986: Hold On (Flexi)
- 1986: Sloppy Croc
- 1989: Love Comes Running
- 1989: Baby You’re Wild
- 1990: Overwhelmed
- 1995: Whole Wide World
- 1995: Nigel
- 1996: Marianne
- 1998: Just My Luck
- 1998: Calling Colin
- 2001: Fine Line
- 2001: Stretchmarks
- 2002: Talking in Tongues

### Videoalben
- 1998: Monumental as Anything
- 2006: Basemental